# 約翰·貝魯西
約翰·亞當·貝魯西（英語：John Adam Belushi，1949年1月24日—1982年3月5日），美國男演員、喜劇演員和歌手，同時也是NBC喜剧小品節目《週六夜現場》的七位元老之一。在芝加哥的第二城喜劇團結識丹·艾克洛德後，同在《週六夜現場》工作的兩人就時常在各電影和節目中合作。
在出演電影《動物屋》（1978年）而取得成功後，他又相繼參演了《一九四一》（1979年）、《福祿雙霸天》（1980年）及《臭味相投》（1981年）。
貝魯西在他的個人生活中一直在大量使用毒品，這對他的喜劇事業構成了威脅。由於他的舉止，使他多次被《週六夜現場》解僱並重新僱用。1982年，貝魯西因凱茜·史密斯為他注射速球（海洛因和古柯鹼的混合物）而死於多重藥物中毒。2004年，他被授予好萊塢星光大道上的一顆星榮譽。

## 外部連結
- 約翰·貝魯西在互联网电影资料库（IMDb）上的資料（英文）
- 在AllMovie上約翰·貝魯西的頁面（英文）
- 互联网外百老汇数据库（IOBDB）上約翰·貝魯西的資料（英文）